# Arquidiócesis de Vienne
La archidiócesis de Vienne (en latín: dioecesis Viennensis, Archidioecesis Viennensis) fue una antigua arquidiócesis de la Iglesia católica en Francia. La ciudad de Vienne, actualmente ubicada en el departamento de Isère, fue la sede de la archidiócesis.

## Territorio
Las diócesis sufragáneas de la provincia eclesiástica de Vienne eran, en el siglo V, las de Grenoble, Genève, Valence y Tarentaise. En 463, se agregó a la lista la diócesis de Die. En el siglo siguiente les siguieron otras dos: Viviers y Maurienne. En 794, la Tarentaise fue elevada al rango de archidiócesis metropolitana y las diócesis de Die y Viviers fueron retiradas antes de ser reintegradas nuevamente poco después.
En 1077, en un acta, el papa Gregorio VII confirmó la adhesión a la provincia de Vienne de las diócesis de Grenoble, Valence, Die, Viviers, Tarentaise, Ginebra y Maurienne. Sin embargo, se trataría de un error administrativo, ya que la Tarentaise era autónoma desde finales del siglo VIII. El número de diócesis sufragáneas se establecía así en seis en 6 en 1119.
La dignidad de Primado de las Galias del arzobispo lo convertía en el superior de los arzobispos de Aix, Auch, Bordeaux, Bourges, Embrun y Narbonne.

## Historia

### Orígenes

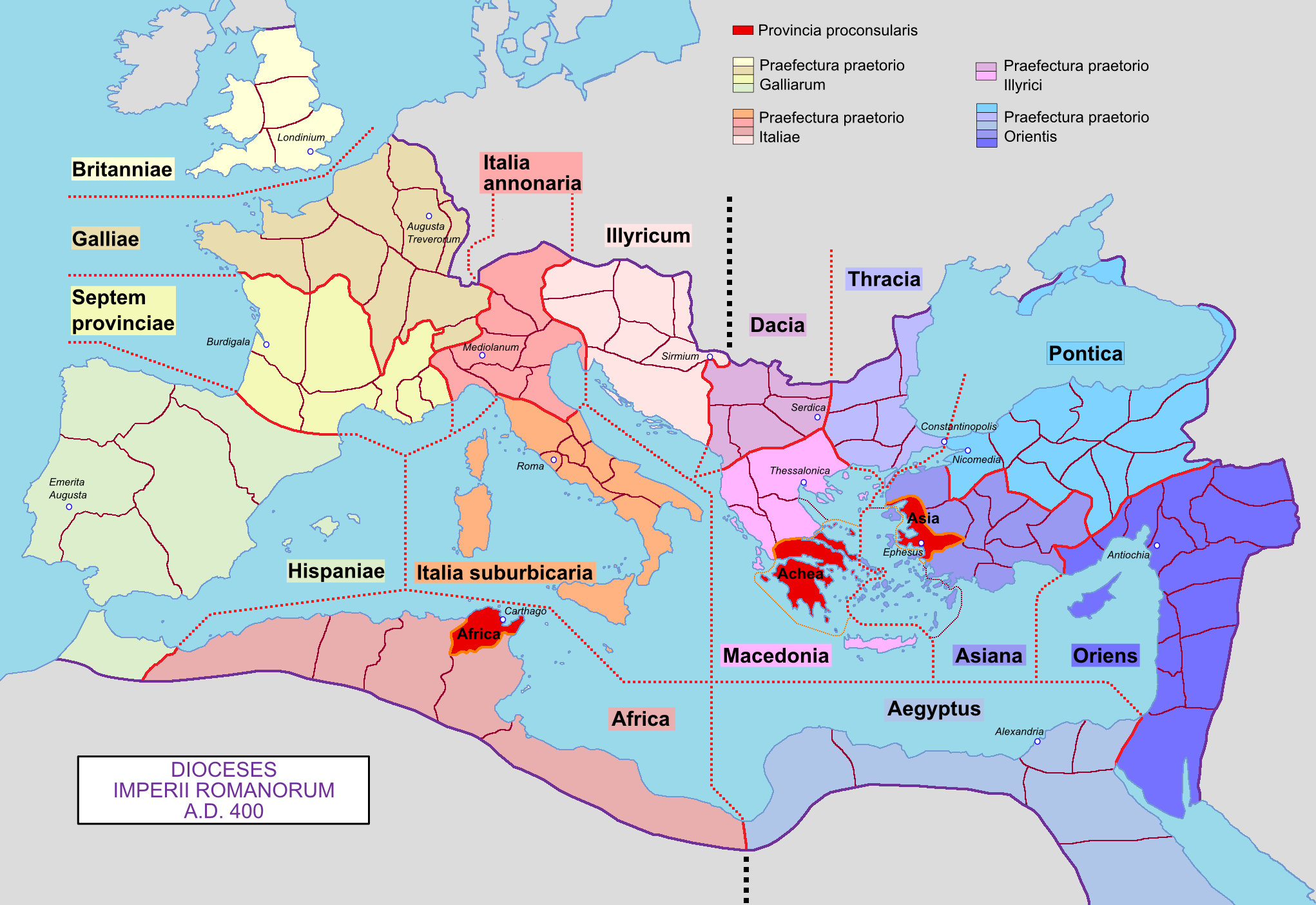
La diócesis de las siete provincias, aprox. 400 d. C. (en amarillo).

La diócesis romana de Vienne (diocesis Viennensis), llamada vienesa, con cinco provincias, fue la más antigua de la Galia. La Iglesia de Vienne parece haberse organizado ya en el siglo II. La tradición quiere que san Crescent, un discípulo de san Pablo, cuya existencia es dudosa, fundara esta Iglesia en Vienne, durante el reinado de Nerón. Esa tradición se remonta al Catálogo de los obispos de Vienne elaborado por el obispo Adón de Vienne (799-875), en su Chronique, donde sitúa durante este período a los tres primeros obispos, Crescent, Zacarias y Martín.
La diócesis de Grenoble-Vienne reconoce a Martin de Vienne como el primer obispo a finales del siglo III, sin embargo, su existencia también está en duda.
A principios del siglo IV, su territorio experimentó variaciones. Entre 381 y 424, la situación administrativa parece estabilizarse, según el historiador André Chastagnol. La diócesis meridional de Vienne ahora lleva el nombre por el número de sus provincias, de ahí la Diócesis de las Siete Provincias (diocesis Septem provinciarum).
La ciudad de Vienne, poderosa a principios del siglo IV, pierde el vicariato de la diócesis meridional de la Galia ante Burdeos. También pierde autoridad sobre las ciudades de Grenoble (v. 380) y Genève, entre 375 y 381. A principios del siglo siguiente, probablemente en 407, la ciudad rival de Arlés obtuvo el traslado de la prefectura de la Galia. Gérard Lucas piensa que esa pérdida de influencia podría estar ligada al asesinato en esa ciudad de Valentiniano II, en 392, al tiempo que favorece un contexto más general.
La diócesis se erigiría alrededor del año 445. Sin embargo, parece que habrá que esperar una carta del papa León I, fechada el 6 de enero, probablemente del año 450, y catalogada por la Regeste Dauphinois, que está dirigida «a los obispos de la Galia y la provincia de Vienne, anunciándoles que Hilaire, obispo de Arles, habiendo huido de su juicio, fue despojado de los privilegios de su ciudad y que el arzobispo de Vienne fue reinstalado en posesión de todo lo que la sede apostólica había concedido a la de Arles». En efecto, el historiador André Pelletier indica que «los excesos de los obispos de Arles Hilaire y Ravennius» llevaron al Papa a «proceder a la división oficial de la provincia de Vienne entre» las Iglesias de Arlés y Vienne. Una respuesta del papa del 5 de mayo, probablemente del mismo año, especifica que el obispo metropolitano de Vienne obtiene el norte de Vienne, teniendo «por sufragados Valence, Tarentaise, Ginebra y Grenoble; los demás informarán al obispo de Arles».
En 463, el obispo Mamerto ordenó al obispo de Die, Marcel, aunque no estaba bajo su autoridad.
Durante el episcopado de Avito, Vienne obtuvo cierta influencia en el reino de los burgundios, con sus reyes, así como en la Galia. La historiadora Luce Pietri (2009) subraya que “Avito se encuentra, en la Iglesia del reino de Borgoña, beneficiándose de la posición de una especie de primado”. En noviembre, probablemente del año 513, recibió la confirmación de Roma, mediante un rescriptopapal, de la autoridad de Vienne sobre las Iglesias de Valence, Tarentaise, Ginebra y Grenoble.
Hacia el 552, una parte del territorio, ubicada en el noreste, se utilizó para la constitución de la diócesis de Belley, y quedó bajo la autoridad de la arquidiócesis de Besançon.

### Diócesis bajo el Imperio carolingio
El título de arzobispo solamente aparece después de que los obispos metropolitanos hubieran obtenido de los carolingios el derecho a convocar consejos provinciales. Willicario de Vienne fue el primero en usarlo, obteniendo el Pallium del papa Gregorio III (731-741).
Durante el concilio de Fráncfort en 794, el arzobispo Ursus defendió las prerrogativas de su Iglesia contra las pretensiones de la metrópoli de Arlés. Durante este mismo concilio, se opuso a las libertades tomadas por el obispo de Tarentaise a las sagradas de Maurienne, Aosta y Sion, desde este último tercio del siglo VIII. El sínodo no decide, dejando que intervenga el Papa. El Papa León III parece haber elegido la erección de la diócesis de Tarentaise como archidiócesis, mencionada en el testamento de Carlomagno como la «decimoséptima de las veintiuna metrópolis legatarias», «pero aún bajo la autoridad de Vienne». El arzobispo de Tarentaise se independizó por completo en 1171.
En el testamento de Carlomagno (del año 811), Vienne aparece como una de las veintiuna metrópolis del Imperio.
El antiguo arzobispo Gui de Borgoña se convirtió en papa con el nombre de Calixto II en 1119. Es a partir de esta fecha que el territorio encuentra definitivamente su número de asientos sufragáneos fijos: Grenoble, Valence, Die, Viviers, Ginebra y Maurienne.
El 14 de septiembre de 1023, la Iglesia de Vienne y su representante, el arzobispo Burchard de Vienne, fueron investidos por el rey Rodolfo III de Borgoña, que tenía lazos familiares con el arzobispo, "con el gozoso consentimiento (Isetante) de su esposa, la reina Irmengarde" del "Condado de Vienne, y todas sus dependencias dentro y fuera de la ciudad con el castillo que la domina, llamado Pipet (Pupet) y las regalías".

### Entrada en elgalicanismo real
El Delfinado entra el 30 de marzo de 1349, por el Tratado de los Romanos, en el redil francés cuando el Delfín Humberto II, endeudado, sin heredero, hizo heredero a Felipe VI de Valois. Una de las contrapartes es que el hijo del rey de Francia debe tomar el título de Delfín y que Francia reconoce la autonomía de la provincia.
Sin embargo, la influencia de los Capetos fue discreta y se hizo paulatinamente en la metrópoli de Vienne, desde las últimas décadas del siglo XIII. Esta política real es además objeto de la tesis del historiador Bruno Galland, Dos arzobispados del Imperio a Francia. los arzobispos de Lyon y los arzobispos de Vienne desde mediados del siglo XII hasta mediados del siglo XIV (Defendido en 1992). Además, a partir de 1335, el Reino de Francia anexó la fortaleza de Sainte-Colombe, ubicada en la margen derecha del Ródano, y mandó construir la Torre de los Valois.

### Desaparición
Esta arquidiócesis fue suprimida por la Constitución civil del clero en febrero de 1790.
La diócesis no se restableció tras el Concordato de 1801. En 1822, el título de arzobispo de Vienne se cambió por el de Lyon. Desde 2006, el título de obispo de Vienne ha sido elevado por el obispo de Grenoble, ahora conocido como Grenoble-Vienne.

## Catedral

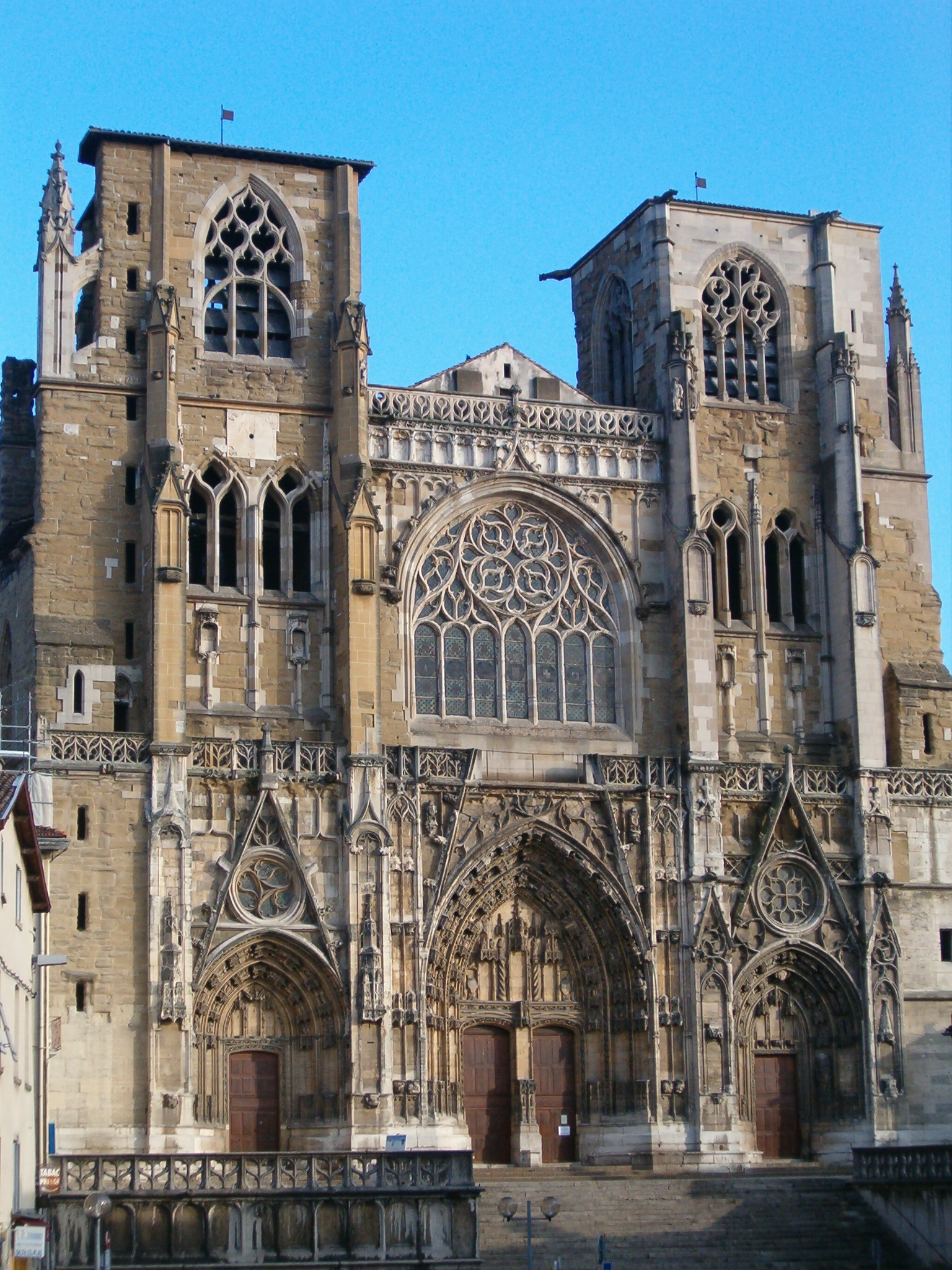
Fachada de la catedral

Algunas reliquias de San Mauricio, especialmente su cabeza, se introdujeron en la catedral a principios del siglo VIII; su culto se benefició de la piedad y generosidad de los gobernantes carolingios (Boson, en el siglo IX) o de los reyes de Borgoña (siglos X-XI). 
En el interior de la catedral, la hermosa armonía de las naves no enmascara las diversas campañas constructivas que se sucedieron desde el siglo XII hasta principios del XVI.
Los sucesivos jefes de proyecto han querido integrar, reutilizándolos, elementos esculpidos más antiguos: fragmentos de la arquitectura galo-romana, como el dintel con grifos en la puerta norte o las columnas retorcidas del interior; arcadas románicas sustituidas por encima de las capillas góticas.
Pero, apenas terminada, la catedral fue víctima de saqueos y destrucción vinculados a los disturbios de las Guerras de religión (1561, 1562, 1567). Desde la segunda mitad del siglo XIX, se han realizado extensos trabajos de restauración para remediar los daños causados por problemas de escorrentía o degradación de materiales, en particular la molasa. Este trabajo continúa hoy con el plan de patrimonio financiado por la ciudad de Vienne, el departamento de Isère, la región de Ródano-Alpes y el estado francés.

## Obispos y arzobispos
- Del siglo II a 1790: obispos, obispos metropolitanos y arzobispos de Vienne.
- 1822 a 2006: asociado al título de arzobispo de Lyon;
- desde 2006: asociado al título de obispo de Grenoble.